# Tenisz a 2008. évi nyári olimpiai játékokon
A 2008. évi nyári olimpiai játékokon a tenisz mérkőzéseit augusztus 10. és 17. között rendezték Pekingben. A mérkőzéseket kemény borítású pályán játszották. Négy versenyszámban avattak bajnokot: férfi egyes és páros, valamint női egyes és páros versenyszámban. A mérkőzéseket egyenes kieséses rendszerben bonyolították le, az elődöntő két vesztese bronzmeccset vívott egymással. A mérkőzések két nyert játszmáig tartottak, kivéve a férfi egyes és a férfi páros döntőjét, ahol három nyert játszmáig játszottak.

## Éremtáblázat
(A rendező ország csapata eltérő háttérszínnel, az egyes számoszlopok legmagasabb értékei vastagítással kiemelve.)
| A 2008. évi nyári olimpiai játékok éremtáblázata teniszben | A 2008. évi nyári olimpiai játékok éremtáblázata teniszben | A 2008. évi nyári olimpiai játékok éremtáblázata teniszben | A 2008. évi nyári olimpiai játékok éremtáblázata teniszben | A 2008. évi nyári olimpiai játékok éremtáblázata teniszben | Olimpia  |
| ---------------------------------------------------------- | ---------------------------------------------------------- | ---------------------------------------------------------- | ---------------------------------------------------------- | ---------------------------------------------------------- | -------- |
|                                                            | Ország                                                     | Arany                                                      | Ezüst                                                      | Bronz                                                      | Összesen |
| 1.                                                         | Oroszország (RUS)                                          | 1                                                          | 1                                                          | 1                                                          | 3        |
| 2.                                                         | Spanyolország (ESP)                                        | 1                                                          | 1                                                          | 0                                                          | 2        |
| 3.                                                         | Egyesült Államok (USA)                                     | 1                                                          | 0                                                          | 1                                                          | 2        |
| 4.                                                         | Svájc (SUI)                                                | 1                                                          | 0                                                          | 0                                                          | 1        |
|                                                            |                                                            |                                                            |                                                            |                                                            |          |
| 5.                                                         | Chile (CHI)                                                | 0                                                          | 1                                                          | 0                                                          | 1        |
| 5.                                                         | Svédország (SWE)                                           | 0                                                          | 1                                                          | 0                                                          | 1        |
|                                                            |                                                            |                                                            |                                                            |                                                            |          |
| 7.                                                         | Szerbia (SRB)                                              | 0                                                          | 0                                                          | 1                                                          | 1        |
| 7.                                                         | Kína (CHN)                                                 | 0                                                          | 0                                                          | 1                                                          | 1        |
|                                                            |                                                            |                                                            |                                                            |                                                            |          |
| Összesen                                                   | Összesen                                                   | 4                                                          | 4                                                          | 4                                                          | 12       |

## Érmesek
| A 2008. évi nyári olimpiai játékok érmesei teniszben |                                                           |                                                                        |                                                       |
| Versenyszám                                          | Arany                                                     | Ezüst                                                                  | Bronz                                                 |
| Férfi egyes                                          | Rafael Nadal · Spanyolország (ESP)                        | Fernando González · Chile (CHI)                                        | Novak Đoković · Szerbia (SRB)                         |
| Női egyes                                            | Jelena Gyementyjeva · Oroszország (RUS)                   | Gyinara Szafina · Oroszország (RUS)                                    | Vera Zvonarjova · Oroszország (RUS)                   |
| Férfi páros                                          | Svájc (SUI) · Roger Federer · Stanislas Wawrinka          | Svédország (SWE) · Simon Aspelin · Thomas Johansson                    | Egyesült Államok (USA) · Bob Bryan · Mike Bryan       |
| Női páros                                            | Egyesült Államok (USA) · Serena Williams · Venus Williams | Spanyolország (ESP) · Anabel Medina Garrigues · Virginia Ruano Pascual | Kína (CHN) · Jen Ce (Yan Zi) · Cseng Csie (Zheng Jie) |

## Kvalifikáció
Résztvevők személyét alapvetően a 2008. június 9-i ATP és WTA ranglista határozta meg, néhány megszorítással. Minden NOB tagország maximum 6 férfi és 6 női teniszezőt nevezhetett, amelyből legfeljebb 4-en indulhattak az egyéni, 2-en pedig a páros versenyszámokban.
Két magyar induló volt, Szávay Ágnes egyéniben és Arn Grétával együtt párosban indult.

## Naptár
| Augusztus   | 10         | 11         | 12           | 13           | 14          | 15         | 16               | 17    |
| Reggel      | 10.30      | 10.30      | 10.30        |              |             |            |                  |       |
| Délután     | 17.00      | 17.00      | 17.00        | 16.00        | 16.00       | 16.00      | 16.00            | 16.00 |
| ----------- | ---------- | ---------- | ------------ | ------------ | ----------- | ---------- | ---------------- | ----- |
| Férfi egyes | 1. forduló | 1. forduló | 2. forduló   | nyolcaddöntő | negyeddöntő | elődöntő   | 3. helyért       | Döntő |
| Női egyes   | 1. forduló | 1. forduló | 2. forduló   | nyolcaddöntő | negyeddöntő | elődöntő   | 3. helyért Döntő |       |
| Férfi páros | 1. forduló | 1. forduló | nyolcaddöntő | negyeddöntő  | elődöntő    | 3. helyért | Döntő            |       |
| Női páros   | 1. forduló | 1. forduló | 1. forduló   | nyolcaddöntő | negyeddöntő | elődöntő   | 3. helyért       | Döntő |

## Világranglistapontok
|              | Férfi ATP-ranglista pontok | Női WTA-ranglista pontok |
| ------------ | -------------------------- | ------------------------ |
| Aranyérem    | 400                        | 353                      |
| Ezüstérem    | 280                        | 245                      |
| Bronzérem    | 205                        | 175                      |
| 4. helyezett | 155                        | 135                      |
| Negyeddöntő  | 100                        | 90                       |
| Nyolcaddöntő | 50                         | 48                       |
| 2. forduló   | 25                         | 28                       |
| 1. forduló   | 5                          | 1                        |